# UFC Fight Night: Gaethje vs. Vick
UFC Fight Night: Gaethje vs. Vick (também conhecido como UFC Fight Night 135) foi um evento de MMA produzido pelo Ultimate Fighting Championship no dia 25 de Agosto de 2018, na Pinnacle Bank Arena em Lincoln, Nebraska.

## Bônus da Noite
Os lutadores receberam $50.000 de bônus:
- Luta da Noite:  Cory Sandhagen vs.  Iuri Alcântara
- Performance da Noite:  Justin Gaethje e  Eryk Anders